# Enrico La Loggia (1947)
Pour les articles homonymes, voir La Loggia (homonymie).
Ne doit pas être confondu avec Enrico La Loggia (1872-1960).
Enrico La Loggia, né le 25 février 1947 à Agrigente, est un homme politique italien.
Fils de l'avocat et homme politique sicilien démocrate chrétien Giuseppe La Loggia, petit-fils du radical et autonomiste Enrico La Loggia.
Diplômé en droit, il exerce comme avocat et enseigne le droit constitutionnel à l'université de Palerme.
Il est élu conseiller municipal à Palerme en 1985 aux côtés de Leoluca Orlando, et devient adjoint au spectacle et aux biens culturels en 1987, puis au patrimoine.
Il adhère à Forza Italia à sa création en 1994 et devient sénateur pour le collège de Palerme-Capaci aux élections générales la même année. Il prend la présidence du groupe FI au Sénat. Lors des élections générales de 1996, il est réélu sénateur et à la présidence de son groupe.
Le 13 mai 2001, il est réélu dans le même collège pour les couleurs de la Maison des libertés berlusconnienne, majoritaire sur l'île.
Il n'entre pas aussitôt au gouvernement et perd la présidence du Sénat au profit de Renato Schifani. Il est nommé ministre des Affaires régionales le 11 juin 2001 dans le gouvernement Berlusconi II. Il le reste jusqu'à la fin du gouvernement Berlusconi III, le 17 mai 2006.